# Christina Schweinberger
Christina Schweinberger (Jenbach, 29 oktober 1996) is een Oostenrijkse wielrenster die sinds 2023 voor de Belgische wielerploeg Fenix-Deceuninck rijdt. Haar tweelingzus Kathrin Schweinberger is ook wielrenster. Van 2018 tot en met 2021 reden ze voor dezelfde ploeg.

## Carrière
In 2018 en 2019 reed Christina Schweinberger voor Health Mate-Cyclelive, in 2020 en 2021 voor Doltcini-Van Eyck Sport en ze zou vanaf 2022 voor Multum Accountants-LSK uitkomen, maar maakte in februari 2022 de overstap naar Plantur-Pura. Samen met haar zus werd ze vijfde in de ploegenestafette tijdens de Europese kampioenschappen wielrennen 2021. Twee weken later werden ze in deze discipline twaalfde op de wereldkampioenschappen wielrennen 2021. Schweinberger werd in 2023 derde op het Europees kampioenschap in de tijdrit.

## Palmares

### Overwinningen
2022
3e etappe A Gracia Orlová (ITT)
 Oostenrijks kampioen, tijdrit
 Oostenrijks kampioen, wegwedstrijd
2023
 Europees kampioenschap tijdrijden, elite
2024
 Europees kampioenschap tijdrijden, Elite
2025
 Oostenrijks kampioen, tijdrit

### Resultaten in voornaamste wedstrijden
| Jaar | Ronde van Italië | Ronde van Frankrijk | Ronde van Spanje |
| ---- | ---------------- | ------------------- | ---------------- |
| 2018 |                  |                     |                  |
| 2019 |                  |                     |                  |
| 2020 |                  |                     | 21e              |
| 2021 |                  |                     |                  |
| 2022 |                  | 80e                 |                  |
| 2023 |                  | 39e                 |                  |
| 2024 |                  |                     |                  |
| 2025 | 71e              | 64e                 |                  |

| Jaar | Milaan-San Remo | Gent-Wevelgem | Ronde van Vlaanderen | Parijs-Roubaix | Amstel Gold Race | Luik-Bast.‑Luik | Omloop Het Nieuwsblad | Classic Brugge-De Panne | Dwars door het Hageland |  | WK op de weg |
| ---- | --------------- | ------------- | -------------------- | -------------- | ---------------- | --------------- | --------------------- | ----------------------- | ----------------------- |  | ------------ |
| 2018 |                 |               |                      |                |                  | opgave          |                       | opgave                  |                         |  |              |
| 2019 |                 | 89e           | opgave               |                |                  | opgave          | 82e                   | 93e                     |                         |  |              |
| 2020 |                 | 88e           | 68e                  |                |                  | opgave          | opgave                | opgave                  |                         |  |              |
| 2021 |                 | 86e           | opgave               | buit.tijd      |                  |                 | 88e                   | 98e                     |                         |  | 104e         |
| 2022 |                 |               |                      |                |                  |                 |                       |                         | Zilver                  |  |              |
| 2023 |                 | 5e            | 22e                  | 15e            |                  |                 | 8e                    | 8e                      |                         |  | 5e           |
| 2024 |                 | 9e            | 32e                  | 17e            | 33e              |                 | 15e                   | 64e                     |                         |  | opgave       |
| 2025 | 45e             | 19e           | opgave               | 28e            |                  |                 |                       |                         |                         |  |              |

### Resultaten in overige rondes
| Jaar | UAE Tour | Wielerweek van Valencia | Gracia Orlová | Ronde van Thüringen | Ronde van Romandië | Simac Ladies Tour |
| ---- | -------- | ----------------------- | ------------- | ------------------- | ------------------ | ----------------- |
| 2018 |          | 93e                     | 76e           |                     |                    |                   |
| 2019 |          | 118e                    |               |                     |                    |                   |
| 2020 |          |                         |               |                     |                    |                   |
| 2021 |          | 61e                     |               |                     |                    |                   |
| 2022 |          |                         | ↑ (1)         |                     | 54e                | 40e               |
| 2023 | 29e      |                         |               | 5e                  |                    | 7e                |
| 2024 |          |                         |               |                     |                    |                   |

## Ploegen
- 2018 –  Health Mate-Cyclelive
- 2019 –  Health Mate-Cyclelive
- 2020 –  Doltcini-Van Eyck Sport
- 2021 –  Doltcini-Van Eyck Sport
- 2022 –  Plantur-Pura
- 2023 –  Fenix-Deceuninck
- 2024 –  Fenix-Deceuninck
- 2025 –  Fenix-Deceuninck

Alvarado · Cant · Couzens · de Baat · De Wilde · Kastelijn · Kuijpers · Martins · Marturano · Pieterse · Schrempf · Schweinberger · Stiasny · Truyen · Van de Velde · van der Heijden · van Zuthem · Worst · Wright
Alvarado · Cant · Couzens · De Wilde · Kastelijn · Kuijpers · Marturano · Perkins · Pieterse · Rooijakkers · Schrempf · Schweinberger · Stiasny · Truyen · van Alphen · van der Heijden · van Zuthem · Worst · Wright
Alvarado · Casasola · Couzens · De Wilde · Kastelijn · Kuijpers · Perkins · Pieterse · Rooijakkers · Schrempf · Schweinberger · Truyen · van Alphen · van der Heijden · van Zuthem · Worst